# Intimité physique
L'intimité physique est la proximité sensuelle ou tactile. C'est un acte ou une réaction, comme l'expression des sentiments (notamment l'amitié, l'amour ou l'attirance sexuelle), entre les gens. D'autres exemples d'intimité physique incluent le fait d'être dans l'espace personnel de quelqu'un, lui tenir la main, l'étreindre, l'embrasser, le-la caresser, et avoir un rapport sexuel.
Il est possible d'être intime physiquement avec quelqu'un sans le toucher, cependant, une certaine proximité est nécessaire. Par exemple, soutenir le contact visuel est considéré comme une forme d'intimité physique, analogue au toucher. Quand une personne entre dans l'espace personnel de quelqu'un dans le but d'être intime, c'est l'intimité physique, même en l'absence de contact physique.
L'intimité physique, est une partie naturelle des relations interpersonnelles et de la sexualité humaine, et la recherche a montré qu'elle comporte des avantages pour la santé. Un câlin ou le toucher peut entraîner la libération d'ocytocine, de dopamine et de sérotonine, et une réduction des hormones du stress.

## Espace personnel

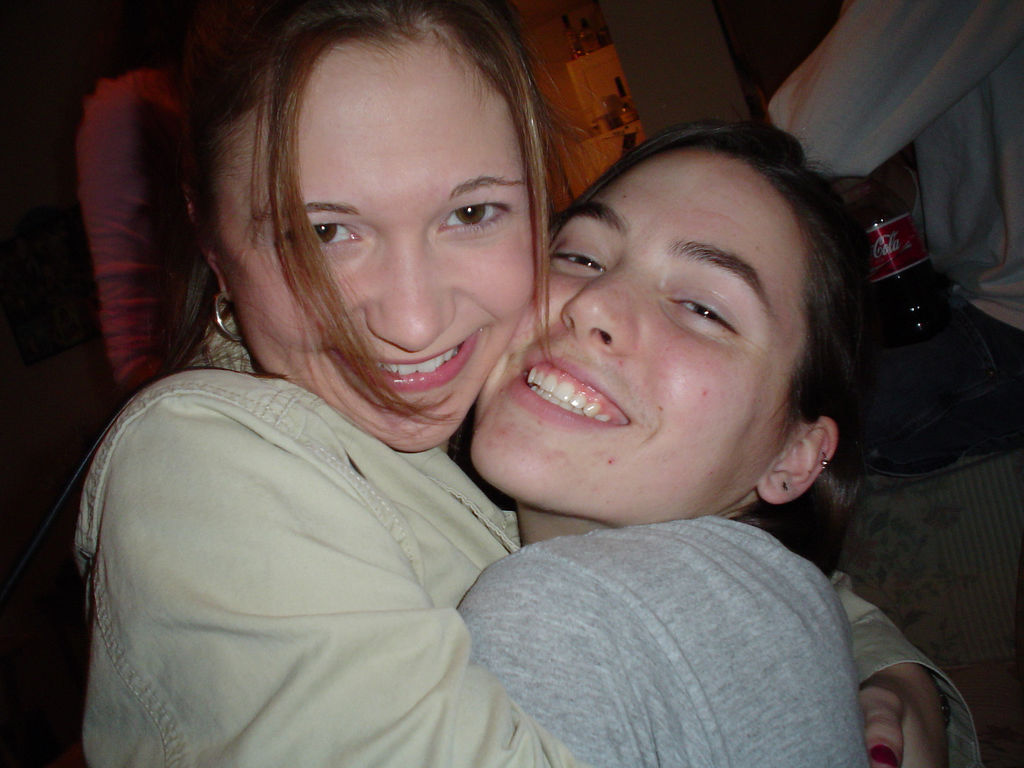
Femmes partageant une intimité physique.

La plupart des gens[évasif] font valoir que quand quelqu'un empiète sur leur espace personnel sans leur consentement, ils ressentent de l'inconfort, de la colère, ou de l'anxiété. Entrer dans l'espace personnel de quelqu'un est normalement une indication de familiarité ou d'intimité. Cependant, dans la société moderne, en particulier dans les communautés urbaines, il est parfois difficile de maintenir un espace personnel, par exemple, dans une foule dans un train, un ascenseur ou dans la rue. Beaucoup de gens trouvent que la proximité physique dans des espaces surpeuplés est psychologiquement dérangeant et met mal à l'aise, si elle est acceptée comme un fait de la vie moderne. Dans une situation impersonnelle de foule, le contact visuel tend à être évité. Même dans un endroit bondé, la préservation de l'espace personnel est important. L'intimité et le contact sexuel non consenti comme le frotteurisme et l'attouchement, est inacceptable.

## Démonstration de l'affection

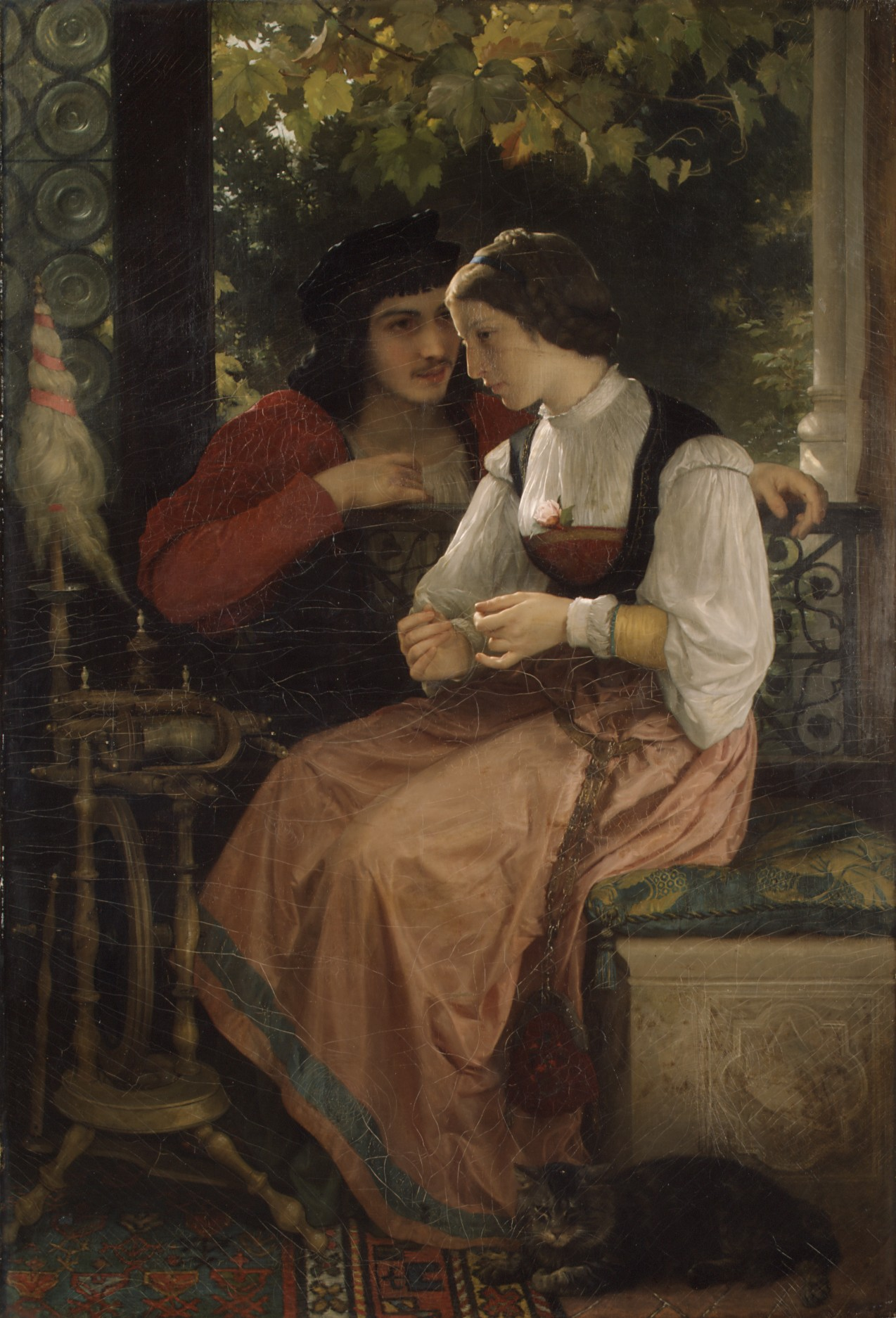
La Proposition de William Bouguereau.

Les personnes qui sont familières (en) peuvent entrer dans l'espace personnel des autres pour créer un contact physique. Ceux-ci peuvent être des indicateurs d'affection et de confiance. La manière dont les gens affichent leur affection est généralement différente selon le contexte public ou privé. En privé, les personnes engagées dans une relation intime (en) ou qui sont familières peuvent être à l'aise avec le contact physique et l'affection, ce qui peut impliquer :
- des câlins,
- des caresses (par exemple, la tête, les mains, les bras, le dos et la taille),
- des châtouilles (par exemple, dos et à la taille),
- des massages (par exemple, le cou, les épaules, le dos, les cuisses), ou
- toucher les têtes.

Le lien intime inclut le contact non-sexuel entre les amitiés platoniques et les membres de la famille, mais il ne se limite pas au fait de se prendre la main, aux caresses, aux câlins et aux baisers sur les joues.
En public, cependant, et selon la nature de la relation entre les gens, une démonstration d'affection en public est généralement limitée par les normes sociales et peut varier d'un geste comme un baiser ou une étreinte en guise de salutation, à l'embrassement ou à se tenir la main. Le maintien du contact visuel peut être considéré socialement et psychologiquement comme analogue au toucher.

## Skinship («Relation de peau»)
Le terme « skinship » (スキンシップ 'sukinshippu') prend ses origines d'un pseudo-anglicisme d'un mot Japonais (wasei-eigo), qui a été inventé pour décrire l'intimité, ou la proximité, entre une mère et un enfant,,. Aujourd'hui, le mot est généralement utilisé pour décrire le lien par contact physique, comme se tenir la main, une accolade, ou les parents lavant leur enfant dans une salle de bains. La première citation de ce mot apparaît dans Nihon Kokugo Daijiten (en) en 1971.
Selon Scott Clark, auteur d'une étude sur la culture des bains publics japonais, le mot est un mot-valise combinant la « peau » avec la dernière syllabe de « l'amitié » (« friendship »). La similitude avec le mot anglais « kindship » (« parenté ») suggère une autre explication.
L'utilisation du mot « skinship » dans les publications anglaises semblent mettre l'accent sur la notion de partage d'une salle de bain en étant dénudé, une idée connue en japonais par l'expression « naked association », ou « nu association » (裸の付き合い hadaka no tsukiai). La raison du décalage du sens initial (relation parent–enfant), lors du réemprunt en anglais, n'est pas claire.